# NGC 5768
NGC 5768 is een spiraalvormig sterrenstelsel in het sterrenbeeld Weegschaal. Het hemelobject werd op 14 april 1785 ontdekt door de Duits-Britse astronoom William Herschel.

## Synoniemen
- UGC 9564
- MCG 0-38-9
- ZWG 20.26
- KARA 652
- IRAS 14495-0219
- PGC 53089